# 拉卢埃萨
拉卢埃萨，是西班牙阿拉贡自治区韦斯卡省的一个市镇。总面积88平方公里，总人口1183人（2001年），人口密度13人/平方公里。